# Планински детлић
Планински детлић (лат. Dendrocopos leucotos) врста је птице из породице детлића. Латински назив ове врсте је састављен из двеју старогрчке речи. Име рода Dendrocopos је комбинација речи dendron која означава дрво и kopos што значи упадљив. Придев leucotos је сложеница придева leuco - бео и именице noton - леђа, па је тако буквалан превод за ову птицу „белолеђи” детлић, како је назван и на енглеском језику.

## Опис
Дужина тела од врха репа до врха кљуна је од 25 до 28 центиметара. Маса птице варира од 99 до 115 грама у Европи и Русији, па до чак 158 грама измерених у Кини.
Нешто је већи од великог детлића, има дужи врат и кљун и „угластију” главу. Стомак је јарко (подврста lilfordi) до светло (подврста leucotos) црвен. Бокови и груди су изразито (подврста lilfordi) или бледо (подврста leucotos) пругасте. На раменима нема велика, бела поља која га одвајају од великог и сеоског детлићa, већ има беле хоризонталне пруге.  Леђа подврсте leucotos су бела док су леђа подврсте lilfordi хоризонтално испругана. Полни диморфизам је присутан. Горњи део главе (потиљак и теме) мужјака су потпуно црвени, док су код женке црни. Због црвене главе, мужјаци планинског детлића се на први поглед могу помешати са средњим детлићем, али се и од њега разликују по водоравним пругама на леђима. Лети праволинијски, са наизменичним уздизањем и понирањем.

## Распрострањеност и станиште
Ареал распрострањења захвата умерени и бореални део Евроазије, од централне и северне Европе, преко јужног Сибира, до Далеког истока, укључујући Камчатку, Корејско полуострво, Јапан и Тајван. Мале и изоловане популације се налазе у Шпанији и на Кавказу.
Насељава очуване листопадне и мешовите шуме прашумског типа са значајним уделом сувих стабала и грана. У централној и јужној Европи је регистрован углавном у шумама букве, граба и храста, док је у северној и источној Европи налажен у шумама где доминирају бреза и јасика. 

### Подврсте
На свету постоји 11 подврста планинског детилића и свака има другачије распрострањење:
- D. m. leucotos  - Насељава Скандинавију, Пољску, Швајцарску, Аустрију, Карпате, јужну Русију на исток до Камчатке, Сахалина и североисточне Кине
- D. m. lilfordi  - Насељава Пиринеје, централну Италију, Балкан, Пелопонез, Турску и Кавказ
- D. m. uralensis   - Насељава западни Сибир од Урала на западу до Бајкалског језера на истоку
- D. m. tangi  - Насељава централну Кину
- D. m. fohkiensis  - Насељава југоисточну Кину
- D. m. subcirris  - Насељава Курилска острва и Хокаидо
- D. m. stejnegeri  - Насељава северни део острва Хоншу
- D. m. namiyei  - Насељава јужни део острва Хоншу, Шикоку и Кјушу
- D. m. takahashii  - Насељава острва на истоку Јужне Кореје
- D. m. quelpartensis  - Насељава острва на југу Јужне Кореје
- D. m. insularis  - Насељава Тајван.

## Биологија
Крупан детлић, посебан у погледу станишта и исхране, заузима пространа подручја под зрелим шумама са значајним уделом сувих стабала и грана где се гнезди и тражи храну. Гнежђење почиње у марту (ретко крајем фебруара), када мужјак добошањем означава и брани територију, једну од највећих међу европским детлићима (између једног и три километра квадратних). Оба пола дубе гнездећу дупљу на одумирућим или мртвим стаблима. У леглу се налази од три до пет јаја која полаже у другој половини априла. Репродуктивни циклус траје непуних седам недеља. Храни се претежно ларвама и инсектима (нарочито тврдокрилцима из породице Cerambycidae, али и ноћним лептирима из породице Cossidae и мравима рода Camponotus) које проналази испод коре или ископава из стабала одумирућег или мртвог дрвета. Станарица је уз блага померања у зимском периоду. Орнитолози процењују да европска популација броји између 232 000 и 586 000 гнездећих парова, а тренд популације је краткорочно оцењен као стабилан.

## Угроженост
Интензивно шумарство, сеча зрелих и уклањање умирућих и палих стабала, као и пошумљавање четинарима доводи до фрагментације станишта и смањења величина и густина популација планинског детлића што доводи до губитка генетичког диверзитета врсте. Велики пад бројности је забележен у Скандинавији.

## Планински детлић у Србији
Редовна гнездарица појединих брдско-планинских подручја јужно од Саве и Дунава. У панонском делу земље је врло редак, а гнежђење је забележено једино на Вршачким планинама. Популација је почетком 21. века сведена на више изолованих планинских подручја са очуваним листопадним (претежно буковим) и мешовитим шумама. У земљи се појављују две подврсте (D. l. leucotos и D.l. lilfordi). Према последњим подацима за период 2008-2013, величина популације износи од 650 до 1000 гнездећих парова, уз стабилан краткорочни и благо опадајући дугорочни тренд. Станарица је уз блага померања у зимском периоду. Према Црвеној књизи фауне Србије III - Птице, гнездећа популација планинског детлића је оцењена као рањива (VU)
Фактори угрожавања у Србији:
- потпуно уништавање и/или фрагментација прашумских делова шумских станишта; сеча зрелих стабала, санитарна сеча и повећање десетогодишњег етата
- шумски пожари
- ширење путне мреже, туристичких центара и друге инфраструктуре
- промене у станишту узроковане климатским променама које мењају састав врста дрвећа у брдско-планинским буковим и мешовитим шумама